# Synagoge (Groß-Zimmern)

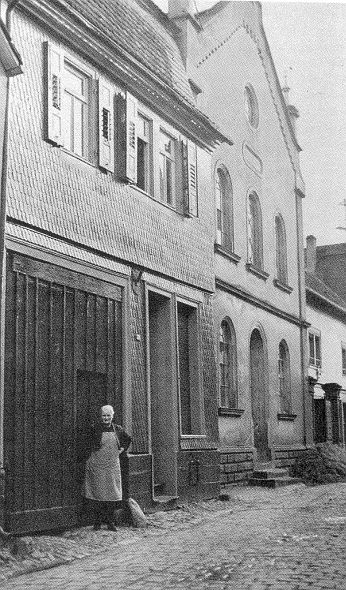
Synagoge in Groß-Zimmern (rechts)

Die Synagoge in Groß-Zimmern, einer Gemeinde im Landkreis Darmstadt-Dieburg in Hessen, wurde 1891 errichtet. Die Synagoge stand im Ortskern an der Kreuzstraße 17 (früher Mittelstraße).

## Geschichte
Die feierliche Einweihung der neuen Synagoge fand am 19. Juni 1891 statt. Sie hatte 64 Männerplätze und 36 Plätze auf der Frauenempore. Der zweigeschossige, verputzte Massivbau wurde auf dem Giebel von den Gesetzestafeln bekrönt. Der Eingang befand sich an der Straße, der westlichen Seite.
In den 1930er Jahren ging die Zahl der Mitglieder der jüdischen Gemeinde durch Wegzug und Emigration stark zurück, sodass die Synagoge geschlossen wurde. Beim Novemberpogrom 1938 wurde die Synagoge innen zerstört. Im Jahr 1939 kaufte eine Möbelfirma das Synagogengebäude und nutzte es als Möbellager.
Im Jahr 1971 wurde das Synagogengebäude bei der Ortssanierung abgebrochen. An seiner Stelle wurde eine moderne Mehrzweckhalle errichtet.